# Рябоконь Олександр Григорович
Олександр Григорович Рябоконь (нар. 15 квітня 1958, село Великополовецьке, Сквирський район Київська область) — український діяч, голова правління колгоспу «Заповіт Ілліча» Сквирського району Київської області, президент Київської обласної торгово-промислової палати. Народний депутат України 1-го скликання.

## Біографія
Народився у селянській родині.
У 1975—1980 роках — студент Білоцерківського сільськогосподарського інституту Київської області, вчений агроном.
У 1980 році — головний агроном колгоспу імені Кірова Первомайського району Миколаївської області.
У 1980—1982 роках — служба в Радянській армії.
У 1982—1983 роках — заступник голови колгоспу імені Ганни Кошової по кормовиробництву села Великополовецького Сквирського району Київської області.
Член КПРС до 1991 року.
З 1983 року — голова правління колгоспу «Заповіт Ілліча» села Пищики Сквирського району Київської області.
18 березня 1990 року обраний народним депутатом України, 2-й тур, 51,85 % голосів, 5 претендентів. Входив до груп «Аграрники», «Земля і воля». Голова підкомісії Комісії ВР України з питань відродження та соціального розвитку села.
У 1994 — грудні 1996 року — заступник голови Державного комітету України з земельних ресурсів
У 1996 році заочно закінчив Київський університет імені Тараса Шевченка, юрист.
Потім — директор Київського обласного державного торговельного підприємства з заготівель і реалізації твердого палива «Облпаливо».
У січні 2000 — січні 2004 року — заступник голови Київської обласної державної адміністрації з питань промислової політики, транспорту, зв'язку, паливно-енергетичного комплексу, будівництва, житлово-комунального господарства.
Член Народної партії з 2005 року.
З грудня 2005 року — президент Київської обласної торгово-промислової палати. Заступник генерального директора спільного підприємства «Укрінтерм».

## Нагороди
- орден «За заслуги» ІІІ ступеня (16.12.2003)[1]
- орден «За заслуги» ІІ ступеня (16.01.2009)[2]
- медалі